# Ноксвил (Ајова)
Ноксвил (Ајова) (енгл. Knoxville) град је у америчкој савезној држави Ајова. По попису становништва из 2010. у њему је живело 7.313 становника.

## Демографија
Према попису становништва из 2010. у граду је живело 7.313 становника, што је -418 (-5.4%) становника више него 2000. године.
| Група             | 2000.         | 2010.         |
| Белци             | 7.467 (96,6%) | 6.974 (95,4%) |
| Афроамериканци    | 68 (0,9%)     | 80 (1,1%)     |
| Азијати           | 40 (0,5%)     | 35 (0,5%)     |
| Хиспаноамериканци | 64 (0,8%)     | 138 (1,9%)    |
| Укупно            | 7.731         | 7.313         |